# Soboli
 Soboli   (olaszul:  Soboli ) falu Horvátországban, Tengermellék-Hegyvidék megyében. Közigazgatásilag Čavléhoz tartozik.

## Fekvése
Fiume központjától 7 km-re, községközpontjától 2 km-re északkeletre, az A6-os autópálya mellett fekszik.

## Története
A grobniki uradalom része volt, melynek urai 1225 és 1566 között a Frangepánok, majd később a Zrínyiek voltak, akik 1671-ig voltak birtokosai. Ezután 1725-ig a császári kamara, 1766-ig a Perlas grófok, 1872-ig a Batthyányak, majd 1945-ig amikor államosították a Turn-Taxis család birtoka volt.
A településnek 1857-ben 169, 1910-ben 107 lakosa volt. 1920 előtt Modrus-Fiume vármegye Sušaki járásához tartozott. Miután partizánok meggyilkolták a szomszédos Podhum olasz tanárnőjét 1942. július 12-én hajnalban olasz csapatok szállták meg Podhum települést. Az összes férfit és a 13 évnél idősebb fiúgyermekeket összegyűjtötték és a falu végére Soboli területére vezették, majd kisebb csoportokban kivégezték őket. Ezután Podhum összes házát felgyújtották, a nőket és a gyermekeket pedig vonatra tették és fogságba hurcolták.
2011-ben Sobolinak 171 lakosa volt.

## Lakosság

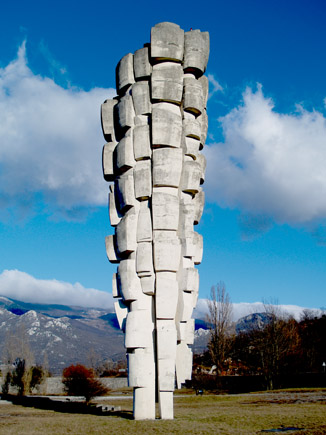
A podhumi áldozatok emlékműve

| Lakosság változása | Lakosság változása | Lakosság változása | Lakosság változása | Lakosság változása | Lakosság változása | Lakosság változása | Lakosság változása | Lakosság változása | Lakosság változása | Lakosság változása | Lakosság változása | Lakosság változása | Lakosság változása | Lakosság változása | Lakosság változása |
| ------------------ | ------------------ | ------------------ | ------------------ | ------------------ | ------------------ | ------------------ | ------------------ | ------------------ | ------------------ | ------------------ | ------------------ | ------------------ | ------------------ | ------------------ | ------------------ |
| 1857               | 1869               | 1880               | 1890               | 1900               | 1910               | 1921               | 1931               | 1948               | 1953               | 1961               | 1971               | 1981               | 1991               | 2001               | 2011               |
| 169                | 121                | 94                 | 130                | 96                 | 107                | 90                 | 118                | 194                | 156                | 256                | 178                | 194                | 202                | 198                | 171                |

## Nevezetességei
A falu határában az autópálya mellett áll a podhumi áldozatok emlékműve egy 22 méter magas betonoszlop Šime Vulas alkotása 1971-ben épült.